# Hevajra

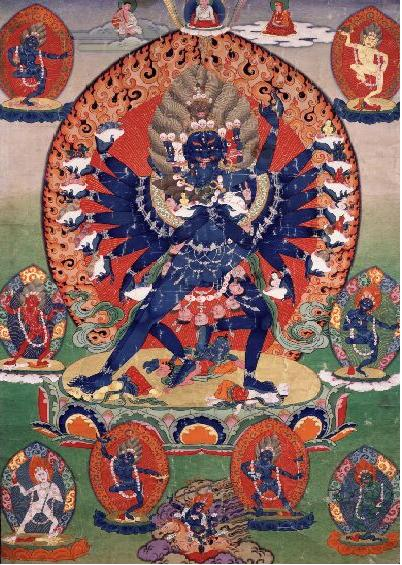
Hevajra et Nairātmyā, entourés d'une suite de huit ḍākinīs.

Hevajra En Tibétain Garab Dorjé Diamant d'Allégresse Diamant du Rire Diamant de Joie ((((Chinois: 喜金刚 Xǐ jīngāng；tibétain: kye'i rdo rje / kye rdo rje, Kyé Dorjé), littéralement « Diamant de joie », est l'un des principaux yidams du bouddhisme tantrique, ou Vajrayāna. La parèdre de Hevajra est Vajranairātmyā (tibétain: rdo rje bdag med ma, Dorjé Dagméma) « Adamantine Absence de moi ».
Hevajra symbolise l'essence adamantine du monde phénoménal.
Le Tantra de Hevajra fait partie des tantras nouveaux apparus en Inde à partir du VIIIe siècle. Hevajra est un yidam fondamental des tantras-mères, mais la lignée Sakyapa, qui l'estime grandement, le place dans la classe des tantras non-duels (Anuttara-yoga-tantras).

## Texte: l'Hevajra tantra
Le texte actuel représente 750 quatrains (ślokas). Il est dit être un condensé d'un gigantesque tantra de 500 000 quatrains en 32 sections qui n'a jamais été retrouvé (comme pour plusieurs autres tantras).
En tibétain existent deux commentaires : le Tantra fondamental des deux examens (rtsa rgyud brtag gnyis) et le texte explicatif rdor rje gur.

## Iconographie
La représentation la plus fréquente de la déité est une forme semi-courroucée bleu foncé ou noire à huit visages, seize bras et quatre jambes, en posture de danse et en union avec Vajranairātmyā, et piétinant les quatre māras. Chacune des seize mains tient un kapala (coupe crânienne) qui contient un symbole spécifique (terre, eau, air, feu, lune, soleil, etc.).

### Traductions
- The Concealed Essence of the Hevajra Tantra, with the commentary Yogaratnamâlâ, trad. Farrow, G.W. & Menon I., 1992, Delhi: Motilal Banarasidas.
- The Hevajra Tantra: A Critical Study, trad. Snellgrove, D.L., 1959, London Oriental Series, Vol. 6, Londres: Oxford University Press.

### Études
- Chattopadhyana, Debiprasad, ed. 1970 Taranatha's History of Buddhism in India. Indian Institute of Advanced Study, Simla
- Chandra, Lokesh. 2002. Dictionary of Buddhist Iconography. Delhi: Aditya Prakashan.
- Davidson, Ronald M.
- * 2002. "Indian Esoteric Buddhism: A Social History of the Tantric Movement." Columbia University Press, NY.
- * 2005. "Tibetan Renaissance: Tantric Buddhism in the Rebirth of Tibetan Culture." Columbia University Press, NY.
- Finot, Louis. 1934. "Manuscrits sanscrits de sādhana retrouvés en Chine (Hevajrasekaprakriyā)." Journal asiatique, 1-85.
- Matsunami, S. 1965. "A Catalogue of the Sanskrit Manuscripts in the Tōkyō University Library." Tōkyō.
- Pott, P.H. 1969. The Mandala of Heruka. in CIBA Journal No. 50
- Roerich, George N., 1949 The Blue Annals. Royal Asiatic Society of Calcutta, Calcutta
- Shendge, Malati J., 2004.  Ṣaṭsāhasrikā-Hevajra-Ṭīkā: A Critical Edition. Pratibha Prakashan, Delhi
- Willemen, Ch. 1983. "The Chinese Hevajratantra." Orientalia Gandensia III, Uitgeverij Peeters, België.